# Mistrovství Evropy v orientačním běhu 2006
6. Mistrovství Evropy v orientačním běhu 2006 (oficiálně European Orienteering Championships 2006). Šampionát se konal ve dnech 5. až 14. května 2006 v Estonsku s centrem ve městě Otepää. Závody probíhaly také v lokalitách Tartu, Pühajärve, Haanja a Kääriku. Hlavním organizátorem byla Estonská federace orientačního běhu. Šampionát zahrnoval soutěže ve čtyřech disciplínách: sprint, střední trať, dlouhá trať a štafety. V individuálních závodech mužů získal zlatou medaili ve sprintu Emil Wingstedt (Švédsko), na střední trati Thierry Gueorgiou (Francie) a na dlouhé trati Jani Lakanen (Finsko). V ženských individuálních závodech dominovala Simone Niggli (Švýcarsko), která zvítězila ve sprintu a na dlouhé trati, zatímco na střední trati triumfovala Minna Kauppi (Finsko). Štafetové závody vyhrálo v mužské kategorii Švédsko a v ženské kategorii Finsko.

## Program závodů
Mistrovství Evropy v orientačním běhu 2006 probíhalo od 7. do 14. května s centrem v estonském městě Otepää. Soutěžilo se celkem v sedmi samostatných závodech, které probíhaly na různých místech v Estonsku. Šampionát začal 7. května kvalifikačními závody sprintu v Otepää, následovanými finálovým závodem v Tartu. Následující den 8. května se konala kvalifikace středních tratí v oblasti Pühajärve. Dne 9. května proběhlo finále středních tratí v náročném terénu v Haanja. Po jednom dni volna následovala 11. května kvalifikace dlouhých tratí v lesích Kääriku. Finále dlouhých tratí se konalo 12. května opět v Otepää, kde mužská trať měřila impozantních 16,21 km s 33 kontrolami a ženská 10,93 km s 25 kontrolami. Šampionát vyvrcholil štafetovými závody 13. května v Otepää. Všechny disciplíny byly náročné nejen technicky, ale i fyzicky, jak zdůrazňovali závodníci v časopise Orientační běh. Jak bylo uvedeno v článku "Hurá do terénu?", estonský terén byl charakteristický jak čistými lesy s dobrou průběžností, tak i hustým podrostem, kde občas, jak uvedl Thomas Bührer, platilo pravidlo "co spadne, to zůstane ležet, co náhodou někdo vyseká, to brzy neprostupně zaroste".
| Otepää Centrum Mistrovství Evropy 2006 ESTONSKO | Den        | Závod                | Centrum závodu |
| ----------------------------------------------- | ---------- | -------------------- | -------------- |
| Otepää Centrum Mistrovství Evropy 2006 ESTONSKO | 7. května  | Kvalifikace - Sprint | Otepää         |
| Otepää Centrum Mistrovství Evropy 2006 ESTONSKO | 7. května  | Finále - Sprint      | Tartu          |
| Otepää Centrum Mistrovství Evropy 2006 ESTONSKO | 8. května  | Kvalifikace - Middle | Pühajärve      |
| Otepää Centrum Mistrovství Evropy 2006 ESTONSKO | 9. května  | Finále - Middle      | Haanja         |
| Otepää Centrum Mistrovství Evropy 2006 ESTONSKO | 11. května | Kvalifikace - Long   | Kääriku        |
| Otepää Centrum Mistrovství Evropy 2006 ESTONSKO | 12. května | Finále - Long        | Otepää         |
| Otepää Centrum Mistrovství Evropy 2006 ESTONSKO | 13. května | Štafety              | Otepää         |

## Nominace českého týmu
Český tým na ME 2006 tvořilo sedm mužů a šest žen, kteří se kvalifikovali na základě výsledků z domácích i mezinárodních závodů.
| Muži           | Muži         | Muži                 | Ženy              | Ženy         | Ženy                 |
| Jméno          | Rok narození | Klub                 | Jméno             | Rok narození | Klub                 |
| -------------- | ------------ | -------------------- | ----------------- | ------------ | -------------------- |
| Tomáš Dlabaja  | 1983         | Žabovřesky Brno      | Dana Brožková     | 1981         | SC Jičín             |
| Petr Losman    | 1979         | OK 99 Hradec Králové | Radka Brožková    | 1984         | SC Jičín             |
| Vladimír Lučan | 1977         | Lokomotiva Pardubice | Vendula Klechová  | 1981         | Tesla Brno           |
| Jan Procházka  | 1984         | Praga Praha          | Marta Štěrbová    | 1979         | Lokomotiva Pardubice |
| Michal Smola   | 1981         | SKOB Zlín            | Zdenka Stará      | 1979         | Tesla Brno           |
| Jan Mrázek     | 1981         | Sparta Praha         |                   |              |                      |
| Náhradník      | Rok narození | Klub                 | Náhradnice        | Rok narození | Klub                 |
| Petr Zvěřina   | 1982         | OK 99 Hradec Králové | Martina Dočkalová | 1983         | Lokomotiva Pardubice |

## Výsledky Sprint
Sprint byl prvním závodem Mistrovství Evropy 2006 v Estonsku, který se uskutečnil 7. května. Kvalifikační závod probíhal v Otepää, zatímco finále se konalo v Tartu. V mužské kategorii zvítězil Emil Wingstedt ze Švédska s časem 13:02, druhé místo obsadil Jamie Stevenson a třetí skončil Andrej Chramov. V ženské kategorii dominovala švýcarská závodnice Simone Niggli s časem 12:35, následovaná Marianne Andersen a Minnou Kauppi z Finska. Z českých reprezentantů se nejlépe umístila Dana Brožková na 9. místě, Zdenka Stará skončila 26. a Radka Brožková 32. Mezi muži byl Petr Losman na 26. místě, Jan Procházka na 42. a Vladimír Lučan byl diskvalifikován. Závod byl charakteristický zejména krátkými postupy, přičemž sprintová disciplína se stále více stávala divácky atraktivní součástí orientačního běhu. Dle článku v časopise Orientační běh 3/2006 se sprint dokonce měřil "na desetiny vteřiny, ačkoliv kombinace mapa + mozek vám takovou přesnost k rozhodování nikdy neposkytne".
| Zkrácené výsledky                                                                 | Zkrácené výsledky                                                                 | Zkrácené výsledky                                                                 | Zkrácené výsledky                                                                 | Zkrácené výsledky                                                                 | Zkrácené výsledky                                                                | Zkrácené výsledky                                                                | Zkrácené výsledky                                                                | Zkrácené výsledky                                                                | Zkrácené výsledky                                                                |
| Muži                                                                              | Muži                                                                              | Muži                                                                              | Muži                                                                              | Muži                                                                              | Ženy                                                                             | Ženy                                                                             | Ženy                                                                             | Ženy                                                                             | Ženy                                                                             |
| --------------------------------------------------------------------------------- | --------------------------------------------------------------------------------- | --------------------------------------------------------------------------------- | --------------------------------------------------------------------------------- | --------------------------------------------------------------------------------- | -------------------------------------------------------------------------------- | -------------------------------------------------------------------------------- | -------------------------------------------------------------------------------- | -------------------------------------------------------------------------------- | -------------------------------------------------------------------------------- |
| - Traťové parametry: 3,07 km, 17 kontrol, 105m převýšení - Mapa : Tartu Toomemägi | - Traťové parametry: 3,07 km, 17 kontrol, 105m převýšení - Mapa : Tartu Toomemägi | - Traťové parametry: 3,07 km, 17 kontrol, 105m převýšení - Mapa : Tartu Toomemägi | - Traťové parametry: 3,07 km, 17 kontrol, 105m převýšení - Mapa : Tartu Toomemägi | - Traťové parametry: 3,07 km, 17 kontrol, 105m převýšení - Mapa : Tartu Toomemägi | - Traťové parametry: 2,73 km, 14 kontrol, 80m převýšení - Mapa : Tartu Toomemägi | - Traťové parametry: 2,73 km, 14 kontrol, 80m převýšení - Mapa : Tartu Toomemägi | - Traťové parametry: 2,73 km, 14 kontrol, 80m převýšení - Mapa : Tartu Toomemägi | - Traťové parametry: 2,73 km, 14 kontrol, 80m převýšení - Mapa : Tartu Toomemägi | - Traťové parametry: 2,73 km, 14 kontrol, 80m převýšení - Mapa : Tartu Toomemägi |
| Umístění                                                                          | Země                                                                              | Jméno a příjmení                                                                  | Čas                                                                               | Ztráta                                                                            | Umístění                                                                         | Země                                                                             | Jméno a příjmení                                                                 | Čas                                                                              | Ztráta                                                                           |
| Zlatá medaile                                                                     | Švédsko                                                                           | Emil Wingstedt                                                                    | 13:02                                                                             | 0:00                                                                              | Zlatá medaile                                                                    | Švýcarsko                                                                        | Simone Niggli                                                                    | 12:35                                                                            | 0:00                                                                             |
| Stříbrná medaile                                                                  | Spojené království                                                                | Jamie Stevenson                                                                   | 13:07                                                                             | +0:05                                                                             | Stříbrná medaile                                                                 | Norsko                                                                           | Marianne Andersen                                                                | 13:12                                                                            | +0:37                                                                            |
| Bronzová medaile                                                                  | Rusko                                                                             | Andrey Khramov                                                                    | 13:09                                                                             | +0:07                                                                             | Bronzová medaile                                                                 | Finsko                                                                           | Minna Kauppi                                                                     | 13:14                                                                            | +0:39                                                                            |
| 26.                                                                               | Česko                                                                             | Petr Losman                                                                       | 13:42                                                                             | +0:40                                                                             | 9.                                                                               | Česko                                                                            | Dana Brožková                                                                    | 13:37                                                                            | +1:02                                                                            |
| 42.                                                                               | Česko                                                                             | Jan Procházka                                                                     | 14:18                                                                             | +1:16                                                                             | 26.                                                                              | Česko                                                                            | Zdenka Stará                                                                     | 14:20                                                                            | +1:45                                                                            |
| DSQ                                                                               | Česko                                                                             | Vladimír Lučan                                                                    | DSQ                                                                               | -                                                                                 | 32.                                                                              | Česko                                                                            | Radka Brožková                                                                   | 14:40                                                                            | +2:05                                                                            |
| Oficiální výsledky: ženy a muži                                                   |                                                                                   |                                                                                   |                                                                                   |                                                                                   |                                                                                  |                                                                                  |                                                                                  |                                                                                  |                                                                                  |

## Výsledky Krátká trať (Middle)
Závod na střední trati na Mistrovství Evropy v orientačním běhu 2006 začal kvalifikačními závody 8. května v Pühajärve, následovanými finále 9. května v Haanja. V mužské kategorii zvítězil Thierry Gueorgiou z Francie, který byl v té době považován za "krále středních tratí", jak dokládá i jeho přezdívka uvedená v časopise Orientační běh. Druhé místo obsadil Martins Sirmais a bronz získal Valentin Novikov. V ženské kategorii zvítězila Minna Kauppi z Finska s časem 33:41, stříbrnou medaili získala Marianne Andersen a bronzovou další Finka Heli Jukkola. Závodníci se museli vypořádat s náročným estonským terénem, který byl charakteristický hustou vegetací, močály a členitým reliéfem. Thierry Gueorgiou k závodu poznamenal: "Nízká viditelnost, členité vrstevnice, kompas a detaily. Na Estonsko jsem se nijak zvlášť nepřipravoval, ale před čtyřmi dny jsem si vytáhl estonské mapy a od té doby jsem dělal trochu mapové teorie." Parametry ženské tratě byly 5,679 km s 15 kontrolami a mužské 6,7 km s 18 kontrolami, což představovalo technicky i fyzicky velmi náročný test orientačních schopností závodníků.
| Výsledky Krátká trať (Middle)                                                     | Výsledky Krátká trať (Middle)                                                     | Výsledky Krátká trať (Middle)                                                     | Výsledky Krátká trať (Middle)                                                     | Výsledky Krátká trať (Middle)                                                     | Výsledky Krátká trať (Middle)                                                      | Výsledky Krátká trať (Middle)                                                      | Výsledky Krátká trať (Middle)                                                      | Výsledky Krátká trať (Middle)                                                      | Výsledky Krátká trať (Middle)                                                      |
| Muži                                                                              | Muži                                                                              | Muži                                                                              | Muži                                                                              | Muži                                                                              | Ženy                                                                               | Ženy                                                                               | Ženy                                                                               | Ženy                                                                               | Ženy                                                                               |
| --------------------------------------------------------------------------------- | --------------------------------------------------------------------------------- | --------------------------------------------------------------------------------- | --------------------------------------------------------------------------------- | --------------------------------------------------------------------------------- | ---------------------------------------------------------------------------------- | ---------------------------------------------------------------------------------- | ---------------------------------------------------------------------------------- | ---------------------------------------------------------------------------------- | ---------------------------------------------------------------------------------- |
| - Traťové parametry: 6,7 km, 18 kontrol, 160m převýšení - Mapa : Haanja-Kurgjärve | - Traťové parametry: 6,7 km, 18 kontrol, 160m převýšení - Mapa : Haanja-Kurgjärve | - Traťové parametry: 6,7 km, 18 kontrol, 160m převýšení - Mapa : Haanja-Kurgjärve | - Traťové parametry: 6,7 km, 18 kontrol, 160m převýšení - Mapa : Haanja-Kurgjärve | - Traťové parametry: 6,7 km, 18 kontrol, 160m převýšení - Mapa : Haanja-Kurgjärve | - Traťové parametry: 5,68 km, 15 kontrol, 135m převýšení - Mapa : Haanja-Kurgjärve | - Traťové parametry: 5,68 km, 15 kontrol, 135m převýšení - Mapa : Haanja-Kurgjärve | - Traťové parametry: 5,68 km, 15 kontrol, 135m převýšení - Mapa : Haanja-Kurgjärve | - Traťové parametry: 5,68 km, 15 kontrol, 135m převýšení - Mapa : Haanja-Kurgjärve | - Traťové parametry: 5,68 km, 15 kontrol, 135m převýšení - Mapa : Haanja-Kurgjärve |
| Umístění                                                                          | Země                                                                              | Jméno a příjmení                                                                  | Čas                                                                               | Ztráta                                                                            | Umístění                                                                           | Země                                                                               | Jméno a příjmení                                                                   | Čas                                                                                | Ztráta                                                                             |
| Zlatá medaile                                                                     | Francie                                                                           | Thierry Gueorgiou                                                                 | 34:04                                                                             | 0:00                                                                              | Zlatá medaile                                                                      | Finsko                                                                             | Minna Kauppi                                                                       | 33:41                                                                              | 0:00                                                                               |
| Stříbrná medaile                                                                  | Lotyšsko                                                                          | Mārtiņš Sirmais                                                                   | 34:11                                                                             | +0:07                                                                             | Stříbrná medaile                                                                   | Norsko                                                                             | Marianne Andersen                                                                  | 34:16                                                                              | +0:35                                                                              |
| Bronzová medaile                                                                  | Rusko                                                                             | Valentin Novikov                                                                  | 34:18                                                                             | +0:14                                                                             | Bronzová medaile                                                                   | Finsko                                                                             | Heli Jukkola                                                                       | 34:55                                                                              | +1:14                                                                              |
| 17.                                                                               | Česko                                                                             | Michal Smola                                                                      | 35:48                                                                             | +1:44                                                                             | 25.                                                                                | Česko                                                                              | Radka Brožková                                                                     | 40:19                                                                              | +6:38                                                                              |
| 24.                                                                               | Česko                                                                             | Jan Procházka                                                                     | 36:33                                                                             | +2:29                                                                             | 27.                                                                                | Česko                                                                              | Zdenka Stará                                                                       | 40:34                                                                              | +6:53                                                                              |
| 28.                                                                               | Česko                                                                             | Vladimír Lučan                                                                    | 37:21                                                                             | +3:17                                                                             | 31.                                                                                | Česko                                                                              | Dana Brožková                                                                      | 41:12                                                                              | +7:31                                                                              |
| 47.                                                                               | Česko                                                                             | Tomáš Dlabaja                                                                     | 38:36                                                                             | +4:32                                                                             | 36.                                                                                | Česko                                                                              | Marta Štěrbová                                                                     | 41:46                                                                              | +8:05                                                                              |
|                                                                                   |                                                                                   |                                                                                   |                                                                                   |                                                                                   | 45.                                                                                | Česko                                                                              | Vendula Klechová                                                                   | 45:37                                                                              | +11:56                                                                             |
| Oficiální výsledky: ženy a muži                                                   |                                                                                   |                                                                                   |                                                                                   |                                                                                   |                                                                                    |                                                                                    |                                                                                    |                                                                                    |                                                                                    |

## Výsledky Klasická trať (Long)
Závod na dlouhé trati na Mistrovství Evropy v orientačním běhu 2006 začal kvalifikačními závody 11. května v lesích Kääriku, následovanými finále 12. května v Otepää. V mužské kategorii zvítězil Jani Lakanen z Finska s časem 1:35:22, který zde zažil úspěšný debut a poprvé v kariéře vyhrál individuální závod na akci typu MS/ME, jak uvádí časopis Orientační běh. Druhé místo obsadil Daniel Hubmann ze Švýcarska a bronz získal domácí závodník Olle Kärner z Estonska, což byl podle reportáže fantastický úspěch domácích barev. V ženské kategorii zvítězila Simone Niggli ze Švýcarska, která si tak připsala druhé zlato na šampionátu. Stříbrnou medaili získala Heli Jukkola a bronzovou Minna Kauppi, obě z Finska. Závod byl mimořádně náročný - mužská trať měřila 16,21 km s 33 kontrolami a ženská 10,93 km s 25 kontrolami. Terén v kvalifikaci byl podle komentářů v časopise specifický - na severu relativně normální estonský prales, na jihu pak prales v závrtech, což pro závodníky představovalo značnou výzvu, obzvláště s ohledem na estonskou hustou vegetaci a podmáčené oblasti.
| Výsledky Klasická trať (Long)                                                               | Výsledky Klasická trať (Long)                                                               | Výsledky Klasická trať (Long)                                                               | Výsledky Klasická trať (Long)                                                               | Výsledky Klasická trať (Long)                                                               | Výsledky Klasická trať (Long)                                                               | Výsledky Klasická trať (Long)                                                               | Výsledky Klasická trať (Long)                                                               | Výsledky Klasická trať (Long)                                                               | Výsledky Klasická trať (Long)                                                               |
| Muži                                                                                        | Muži                                                                                        | Muži                                                                                        | Muži                                                                                        | Muži                                                                                        | Ženy                                                                                        | Ženy                                                                                        | Ženy                                                                                        | Ženy                                                                                        | Ženy                                                                                        |
| ------------------------------------------------------------------------------------------- | ------------------------------------------------------------------------------------------- | ------------------------------------------------------------------------------------------- | ------------------------------------------------------------------------------------------- | ------------------------------------------------------------------------------------------- | ------------------------------------------------------------------------------------------- | ------------------------------------------------------------------------------------------- | ------------------------------------------------------------------------------------------- | ------------------------------------------------------------------------------------------- | ------------------------------------------------------------------------------------------- |
| - Traťové parametry: 16,21 km, 33 kontrol, 430m převýšení - Mapa : Otepää-Vastsemoisa-Nüpli | - Traťové parametry: 16,21 km, 33 kontrol, 430m převýšení - Mapa : Otepää-Vastsemoisa-Nüpli | - Traťové parametry: 16,21 km, 33 kontrol, 430m převýšení - Mapa : Otepää-Vastsemoisa-Nüpli | - Traťové parametry: 16,21 km, 33 kontrol, 430m převýšení - Mapa : Otepää-Vastsemoisa-Nüpli | - Traťové parametry: 16,21 km, 33 kontrol, 430m převýšení - Mapa : Otepää-Vastsemoisa-Nüpli | - Traťové parametry: 10,93 km, 25 kontrol, 270m převýšení - Mapa : Otepää-Vastsemoisa-Nüpli | - Traťové parametry: 10,93 km, 25 kontrol, 270m převýšení - Mapa : Otepää-Vastsemoisa-Nüpli | - Traťové parametry: 10,93 km, 25 kontrol, 270m převýšení - Mapa : Otepää-Vastsemoisa-Nüpli | - Traťové parametry: 10,93 km, 25 kontrol, 270m převýšení - Mapa : Otepää-Vastsemoisa-Nüpli | - Traťové parametry: 10,93 km, 25 kontrol, 270m převýšení - Mapa : Otepää-Vastsemoisa-Nüpli |
| Umístění                                                                                    | Země                                                                                        | Jméno a příjmení                                                                            | Čas                                                                                         | Ztráta                                                                                      | Umístění                                                                                    | Země                                                                                        | Jméno a příjmení                                                                            | Čas                                                                                         | Ztráta                                                                                      |
| Zlatá medaile                                                                               | Finsko                                                                                      | Jani Lakanen                                                                                | 1:35:22                                                                                     | 0:00                                                                                        | Zlatá medaile                                                                               | Švýcarsko                                                                                   | Simone Niggli                                                                               | 1:12:04                                                                                     | 0:00                                                                                        |
| Stříbrná medaile                                                                            | Švýcarsko                                                                                   | Daniel Hubmann                                                                              | 1:37:22                                                                                     | +2:00                                                                                       | Stříbrná medaile                                                                            | Finsko                                                                                      | Heli Jukkola                                                                                | 1:17:41                                                                                     | +5:37                                                                                       |
| Bronzová medaile                                                                            | Estonsko                                                                                    | Olle Kärner                                                                                 | 1:39:14                                                                                     | +3:52                                                                                       | Bronzová medaile                                                                            | Finsko                                                                                      | Minna Kauppi                                                                                | 1:20:54                                                                                     | +8:50                                                                                       |
| 14.                                                                                         | Česko                                                                                       | Michal Smola                                                                                | 1:43:18                                                                                     | +7:56                                                                                       | 6.                                                                                          | Česko                                                                                       | Dana Brožková                                                                               | 1:22:51                                                                                     | +10:47                                                                                      |
| 19.                                                                                         | Česko                                                                                       | Tomáš Dlabaja                                                                               | 1:45:45                                                                                     | +10:23                                                                                      | 36.                                                                                         | Česko                                                                                       | Radka Brožková                                                                              | 1:43:09                                                                                     | +31:05                                                                                      |
| 36.                                                                                         | Česko                                                                                       | Petr Losman                                                                                 | 1:51:47                                                                                     | +16:25                                                                                      | DSQ                                                                                         | Česko                                                                                       | Zdenka Stará                                                                                | DSQ                                                                                         | -                                                                                           |
| Oficiální výsledky: ženy a muži                                                             |                                                                                             |                                                                                             |                                                                                             |                                                                                             |                                                                                             |                                                                                             |                                                                                             |                                                                                             |                                                                                             |

## Výsledky štafetových závodů
Štafetové závody na Mistrovství Evropy v orientačním běhu 2006 vyvrcholily 13. května v Otepää. V mužské kategorii zvítězil tým Švédska, jak dokumentuje i fotografie z doběhu prvního úseku štafet s Davidem Anderssonem v časopise Orientační běh. Druhé místo obsadilo Finsko a bronz získalo Rusko. Byla to napínavá podívaná. Děvět finišmanů běželo v husí řadě a rozhodlo se až na závěrečném asfaltovém úseku. V ženské kategorii triumfoval tým Finska ve složení Paula Haapakoski, Heli Jukkola a Minna Kauppi, které tímto úspěchem korunovaly vynikající vystoupení finských žen na šampionátu. Stříbrné medaile získaly štafety Švédska a bronzové Švýcarska. Pro českou reprezentaci bylo nejlepším výsledkem umístění mužské štafety, která, jak uvádí úvodní reportáž z časopisu, "se o světovou slávu tentokrát přihlásila". Český tým na ME v Estonsku reprezentovali Tomáš Dlabaja, Dana Brožková, Jan Procházka, Marta Štěrbová, Vladimír Lučan, Vendula Klechová, Radka Brožková, Jan Mrázek, Zdenka Stará, Michal Smola a Petr Losman. Závod byl organizačně zvládnutý a nabídl dramatické souboje v náročném estonském terénu.
| Zlatá medaile                   | Švédsko (Niclas Jonasson, Peter Öberg, David Andersson)          | 2:19:59 | –      | Zlatá medaile    | Finsko (Paula Haapakoski, Heli Jukkola, Minna Kauppi)       | 1:58:10 | –     |
| Stříbrná medaile                | Francie (François Gonon, Damien Renard, Thierry Gueorgiou)       | 2:20:02 | +0:03  | Stříbrná medaile | Švýcarsko (Lea Mueller, Vroni Koenig-Salmi, Simone Niggli)  | 1:58:11 | +0:01 |
| Bronzová medaile                | Norsko B (Lars Skjeset, Carl Waaler Kaas, Øystein Kvaal Østerbø) | 2:20:05 | +0:06  | Bronzová medaile | Švédsko (Emma Engstrand, Kajsa Nilsson, Karolina Höjsgaard) | 1:58:18 | +0:08 |
| 4.                              | Česko A (Vladimír Lučan, Michal Smola, Petr Losman)              | 2:20:06 | +0:07  | 9.               | Česko A (Marta Štěrbová, Zdenka Stará, Dana Brožková)       | 2:07:55 | +9:45 |
| 22.                             | Česko B (Jan Mrázek, Jan Procházka, Tomáš Dlabaja)               | 2:30:43 | +10:44 |                  |                                                             |         |       |
| Oficiální výsledky: ženy a muži |                                                                  |         |        |                  |                                                             |         |       |

## Medailové pořadí podle zemí
Pořadí zúčastněných zemí podle získaných medailí v jednotlivých závodech mistrovství (tzv. olympijského hodnocení).
| Medailová klasifikace podle zemí | Medailová klasifikace podle zemí | Medailová klasifikace podle zemí | Medailová klasifikace podle zemí | Medailová klasifikace podle zemí | Medailová klasifikace podle zemí |
| Umístění                         | Země                             | Zlato                            | Stříbro                          | Bronz                            | Součet                           |
| -------------------------------- | -------------------------------- | -------------------------------- | -------------------------------- | -------------------------------- | -------------------------------- |
| 1.                               | Finsko                           | 3                                | 1                                | 3                                | 7                                |
| 2.                               | Švýcarsko                        | 2                                | 2                                | 0                                | 4                                |
| 3.                               | Švédsko                          | 2                                | 0                                | 1                                | 3                                |
| 4.                               | Francie                          | 1                                | 1                                | 0                                | 2                                |
| 5.                               | Norsko                           | 0                                | 2                                | 1                                | 3                                |
| 6.-7.                            | Velká Británie                   | 0                                | 1                                | 0                                | 1                                |
| 6.-7.                            | Lotyšsko                         | 0                                | 1                                | 0                                | 1                                |
| 8.                               | Rusko                            | 0                                | 0                                | 2                                | 2                                |
| 9.                               | Estonsko                         | 0                                | 0                                | 1                                | 1                                |